# 朱載塨 (商河王)
商河康順王朱載塨（16世纪—1595年2月15日），号松庵，明朝宗室，衡藩第一代商河王，明宪宗之曾孙，衡庄王朱厚燆的庶第八子。

## 生平
嘉靖三十五年（1556年），明世宗遣廣寧伯劉允中等人為正使、翰林院修撰陳謹等人為副使持節冊封朱載塨為商河王。
朱載塨博聞強識，著有《松庵集》；又好典藏古籍，有賢名；萬曆九年（1581年），明神宗為商河王朱載塨書樓賜名“勉學”。萬曆十七年（1589年），山東巡按李戴等上書稱朱載塨“賢聲素著”，乞求賜其旌獎，得到了神宗首肯。
萬曆二十三年正月十五日（1595年2月15日），朱載塨過世，朝廷賜谥号康順；两年后嫡长子朱翊袭封为第二代商河王。